# Maciej Paterski
Maciej Paterski  (12 de septiembre de 1986) es un ciclista polaco que fue profesional entre 2010 y 2023.

## Palmarés
2008
- 1 etapa del Giro de las Regiones

2011
- 3.º en el Campeonato de Polonia en Ruta

2014
- Tour de Noruega
- Memoriał Henryka Łasaka

2015
- 1 etapa de la Volta a Cataluña
- Tour de Croacia, más 2 etapas

2016
- 1 etapa del Bałtyk-Karkonosze Tour

2017
- Szlakiem Walk Majora Hubala, más 1 etapa
- Tour de Malopolska, más 2 etapas
- Puchar Uzdrowisk Karpackich

2018
- Visegrad 4 Bicycle Race-GP Slovakia
- Visegrad 4 Bicycle Race-GP Polski Via Odra
- 1 etapa del Tour de Malopolska
- Puchar Uzdrowisk Karpackich
- Minsk Cup
- Raiffeisen G. P.[2]

2019
- 1 etapa del Circuito de las Ardenas
- 2 etapas del CCC Tour-Grody Piastowskie
- Wyścig Mjr. Hubala-Sante Tour, más 2 etapas
- Raiffeisen G. P.

2021
- Campeonato de Polonia en Ruta
- CCC Tour-Grody Piastowskie, más 1 etapa

2022
- Gran Premio Adria Mobil
- 1 etapa del Tour de Szeklerland
- In the footsteps of the Romans, más 1 etapa

2023
- Visegrad 4 Bicycle Race-GP Slovakia

## Resultados en Grandes Vueltas y Campeonatos del Mundo
| Carrera         | Carrera         | 2009 | 2010 | 2011 | 2012 | 2013 | 2014 | 2015 | 2016 | 2017  | 2018 | 2019 | 2020 | 2021 | 2022 | 2023 |
| --------------- | --------------- | ---- | ---- | ---- | ---- | ---- | ---- | ---- | ---- | ----- | ---- | ---- | ---- | ---- | ---- | ---- |
|                 | Giro de Italia  | —    | —    | —    | —    | —    | —    | 79.º | —    | 137.º | —    | —    | —    | —    | —    | —    |
|                 | Tour de Francia | —    | —    | 69.º | —    | —    | —    | —    | —    | —     | —    | —    | —    | —    | —    | —    |
|                 | Vuelta a España | —    | 77.º | —    | 89.º | 54.º | —    | —    | —    | —     | —    | —    | —    | —    | —    | —    |
| Mundial en Ruta | Mundial en Ruta | Ab.  | —    | 38.º | —    | 19.º | 17.º | 59.º | Ab.  | Ab.   | Ab.  | —    | 72.º | —    | —    | —    |

—: no participa

Ab.: abandono